# Марович, Дражен
Дражен Марович (хорв. Dražen Marović; род. 14 января 1938, Сплит) — хорватский, ранее югославский, шахматист; гроссмейстер (1975). Журналист. 
С 1969 редактор журнала «Югословенски шаховски гласник». Лучшие результаты в международных соревнованиях: Малага (1968) — 1-2-е; Скопье (1970) — 4-е (впереди Ю. Балашова, С. Глигорича, С. Решевского и других); Загреб (1971 и 1972) — 1-2-е и 2-4-е; Мальграт (1977) — 3-е; Дортмунд (1973) — 4-5-е; Вировитица (1978) — 1-2-е (с Я. Смейкалом); Малага (1981) — 2-4-е (за М. Талем); Сент-Максим (1982) — 1-е места.

## Изменения рейтинга
| Графики недоступны из-за технических проблем. См. информацию на Фабрикаторе и на mediawiki.org. |